# Одметник-1: Прича Ратова звезда
Одметник-1: Прича Ратова звезда (енгл. Rogue One: A Star Wars Story), или само Одметник-1, амерички је научнофантастични филм из 2016. године, који је режирао Гарет Едвардс. Сценарио филма су написали Крис Вајц и Тони Гилрој према причи Џона Нола и Гарија Вите. Продуцирао га је Лукасфилм, а дистрибуирао га је студио Волт Дизни. Прво је остварење у антологијској трилогији Ратова звезда и директан је преднаставак филма Ратови звезда: Епизода IV – Нова нада (1977). Главне улоге тумаче Фелисити Џоунс, Дијего Луна, Бен Менделсон, Дони Јен, Мадс Микелсен, Алан Тјудик, Риз Ахмед, Ђанг Вен и Форест Витакер. Радња филма, која је смештена неколико дана пре Нове наде, фокусира се на групу побуњеника који се удружују како би украли планове за Звезду смрти, ултимативно оружје Галактичке Империје. Филм такође детаљно описује прву ефикасну победу Побуњеничке алијансе против Империје, што је први пут споменуто у уводном тексту Нове наде.
На основу идеје коју је Нол први пут представио десет година пре него што је ушао у развој, филм је направљен да се разликује по тону и стилу од традиционалних филмова Ратова звезда, изостављајући уобичајени уводни текст. Снимање је почело у Уједињеном Краљевству у августу 2015, а завршено је фебруару наредне године. Додатне сцене филма су снимљене средином 2016. године. Са процењеним буџетом од најмање 200 милиона долара, ово је један од најскупљих филмова икада снимљених.
Филм је премијерно приказан 10. децембра 2010. у Лос Анђелесу, док је у америчким биоскопима реализован 16. децембра исте године. Добио је позитивне критике од стране критичара, који су нарочито похвалили глуму, причу, визуелне ефекте, музику и мрачнији тон, али су критиковали филмски темпо, неразвијање ликова и дигиталне рекреације Питера Кушинга и Кери Фишер. Зарадио је преко милијарду долара широм света, што га чини најуспешнијим филмом из 2016. у Америци и другим најуспешнијим филмом из исте године широм света. Био је номинован за два Оскара, у категоријама за најбољи микс звука и најбоље визуелне ефекте. Спин-оф серија, Андор, која се фокусира на лик Касијана Андора, почела је са емитовањем 2022. године.

## Радња
Научник-истраживач Гејлен Ерсо и његова породица крију се на планети Лах'му када произвођач оружја за Империју, Орсон Креник, стигне да га натера да доврши Звезду смрти, супер оружану свемирску станицу способну да уништи читаве планете. Гејленова супруга Лира бива убијена у насталом сукобу, док њихова ћерка Џин бежи, након чега је спасава побуњенички екстремиста Со Гарера.
Петнаест година касније, теретни пилот Боди Рук дезертира из Империје, преносећи холограмску поруку коју је Гејлен забележио Гарери на пустињском месецу Џеда. Обавештајни официр Побуњеничке алијансе, Касијан Андор, сазнаје за Звезду смрти од доушника и ослобађа Џин из Империјалног радног логора на Вобанију. Касијан доводи Џин код вође побуњеника, Мон Мотме, која је убеђује да пронађе и спаси Гејлена како би Алијанса могла да сазна нешто више о Звезди смрти. Касијану се потајно наређује да убије Гејлена, а не да га извуче.
Џин, Касијан и репрограмирани Империјални дроид К-2СО путују на Џеду, где Империја уклања кибер кристале из светог града како би напајала Звезду смрти; Гарера и његови партизани се налазе у оружаној побуни против њих. Уз помоћ слепог духовног ратника Чирута Имвеа и његовог пријатеља плаћеника Бејза Малбуса, Џин ступа у контакт са Гарером, који је држао Рука у заточеништву. Гарера јој показује поруку, у којој Гејлен открива да је тајно уградио слабу тачку у Звезду смрти и упућује их да преузму шеме из Империјалне базе података на планети Скариф.
На Звезди смрти, Креник наређује пробни тест ласерског пуцња мале снаге који уништава главни град Џеде. Џин и њена група одводе Рука и беже са месеца, али Гарера остаје да умре са градом. Гранд Моф Таркин честита Кренику, након чега користи Руково бекство и пропуштање безбедности као изговор да преузме контролу над пројектом. Рук води групу до Гејленовог империјалног истраживачког објекта на планети Иду, где Касијан одлучује да не убије Гејлена. Џин открива своје присуство неколико тренутака пре него што побуњенички бомбардери нападну објекат. Гејлен остаје смртно рањен и умире у наручју своје ћерке, пре него што она са својом групом бежи у украденом Империјалном шатлу. Дарт Вејдер позива Креника да га извести о нападу Звезде смрти на Џеду. Креник тражи његову подршку за аудијенцију код Императора, али Вејдер га уместо тога гуши Силом и налаже му да осигура да се не догоде даљи прекршаји.
Џин предлаже план за крађу шема Звезде смрти користећи побуњеничку флоту, али није успела да добије одобрење Алијансе који сматрају да је победа против Империје сада немогућа. Фрустрирана овим, Џин предводи мали тим побуњеничких добровољаца који сами одлучују да изврше препад на базу података. Стигавши до Скарифа на украденом Империјалном броду, који Рук назива „Одметник-1”, прерушени Џин и Касијан улазе у базу са К-2СО-ом док остали побуњеници нападају Империјални гарнизон као диверзију. Побуњеничка флота сазнаје за напад из пресретнутих Империјалних комуникација и долази им у подршку. К-2СО се жртвује како би Џин и Касијан могли да дођу до података. Имве је убијен након активирања главног прекидача како би се омогућила комуникација са побуњеничком флотом, а Малбус је убијен у акцији убрзо након тога. Рука убија граната након што је обавестио побуњеничку флоту да мора да деактивира штит који окружује планету како би омогућио пренос шема. Џин и Касијан проналазе шеме, али их Креник хвата у заседи, кога Касијан на крају пуца и рањава. Џин преноси шеме на заповеднички брод побуњеника. Звезда смрти улази у орбиту изнад Скарифа, где Таркин користи још један пуцањ мале снаге како би уништио угрожену базу, убивши Креника, Касијана и Џин, заједно са свим преосталим Империјалним и побуњеничким снагама на копну.
Побуњеничка флота се припрема за скок у хиперсвемир, али многе бродове флоте пресреће Вејдеров долазни Звездани разарач. Вејдер се укрцава на заповеднички брод побуњеника и убија многе побуњеничке трупе у покушају да поврати шеме, али мали свемирски брод бежи са тим плановима. На броду у бегу, принцеза Леја изјављује да ће шеме пружити наду за побуњенике.

## Улоге
| Глумац                                  | Улога                |
| --------------------------------------- | -------------------- |
| Фелисити Џоунс                          | Џин Ерсо             |
| Дијего Луна                             | Касијан Андор        |
| Бен Менделсон                           | Орсон Креник         |
| Дони Јен                                | Чирут Имве           |
| Мадс Микелсен                           | Гејлен Ерсо          |
| Алан Тјудик                             | К-2СO                |
| Риз Ахмед                               | Боди Рук             |
| Ђанг Вен                                | Бејз Малбус          |
| Форест Витакер                          | Со Гарера            |
| Женевјеј О'Рајли                        | Мон Мотма            |
| Ентони Данијелс                         | Ц-3ПО                |
| Спенсер Вајлдинг Џејмс Ерл Џоунс (глас) | Дарт Вејдер          |
| Кери Фишер Ингвид Дејла                 | Принцеза Леја Органа |
| Џими Ви                                 | Р2-Д2                |

## Пријем
Филм је добио одличне критике од публике и критичара. Сајт Rotten Tomatoes му је дао рејтинг 85% и просечну оцену 7,5/10. Филм је широм света зарадио преко милијарду долара, чиме је постао други најуспешнији филм у 2016. години, иза филма Капетан Америка: Грађански рат. Ово је такође четврти филм по заради из саге Ратови звезда, иза филмова Буђење силе, Последњи џедаји и Успон Скајвокера.